# Rupsje Mae (De Waarbeek)
Rupsje Mae is een familie-achtbaan in het Nederlandse attractiepark De Waarbeek. Het is een model Brucomela, een soort Wacky Worm/Big Apple-achtbaan, van de Turkse fabrikant Güven Amusement Rides Factory. De achtbaantrein heeft de vorm van een rups.

## Geschiedenis

### Güven Amusement Rides Factory
De achtbaan opende tussen 2010-2011 als Crocodile in Güven Lunapark, het park dat eigendom is van Güven Amusement Rides Factory. Hier had de achtbaan een achtbaantrein in de vorm van een krokodil.

### De Valkenier
In 2018 werd de attractie gesloten en verplaatst naar het Nederlandse pretpark De Valkenier waar het in mei 2019 opende als Krummel met een rups als achtbaantrein. De achtbaan bleef daar operationeel van 2019 tot 2021 totdat De Valkenier genoodzaakt was om te sluiten.

### De Waarbeek
De achtbaan werd vervolgens overgenomen door attractiepark De Waarbeek waar deze sinds februari 2022 geopend is als Rupsje Mae. De naam Mae is afkomstig van de jongste dochter van de huidige eigenaren van het park Kevin Moespot en Janna Moespot-van der Linde.